# Luz Long

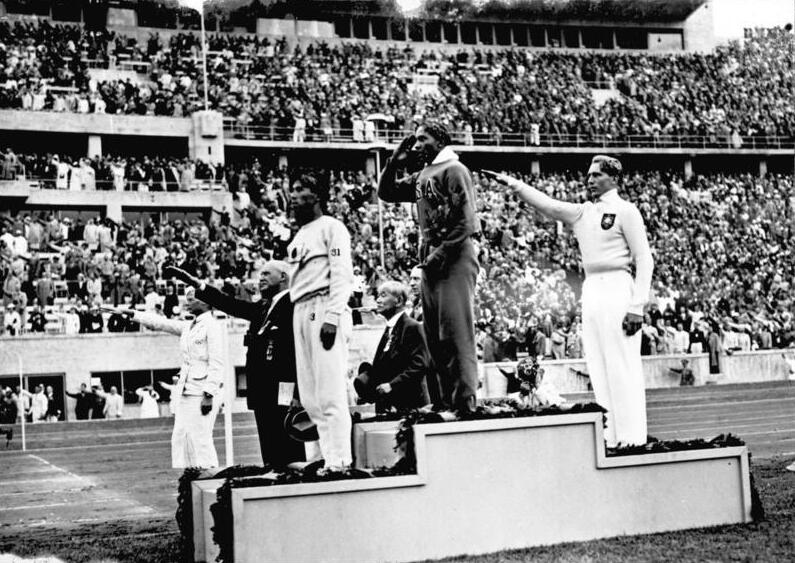
Naoto Tajima, Jesse Owens, Luz Long

Carl Ludwig "Luz" Long (Leipzig, Alemanya, 27 d'abril de 1913 - San Pietro Clarenza, Itàlia, 13 de juliol de 1943) fou un atleta olímpic alemany, guanyador d'una Medalla de Plata als Jocs Olímpics d'Estiu de 1936, tot i que és més recordat pel seu caràcter esportiu amb Jesse Owens en aquelles olimpíades, ja que el seu ajut contribuí a fer que Owens guanyés l'or, en plena Alemanya Nazi, un gest que mereixeria per a Long el reconeixement amb la Medalla Pierre de Coubertin.

## Biografia
El règim nazi utilitzà els Jocs Olímpics d'Estiu de 1936 celebrats a Berlín com un esdeveniment mundial per demostrar la superioritat de la raça ària, amb el que el Tercer Reich diposità grans esperances amb Luz Long, medalla de bronze en el Campionat d'Europa d'atletisme de Torí l'any 1935 en salt de llargada amb 7,25 metres i segon millor del món en aquesta especialitat, a més a més, Long era considerat un gran exemple de raça ària per les autoritats nazis, ja que era blanc, ros, alt i d'ulls blaus.
La classificació per la final de salt de llargada s'inicià el 4 d'agost de 1936 amb un rècord olímpic de Long, mentre que Owens va fer dos nuls en els dos primers intents, quedant a un sol intent més de quedar eliminat, moment en què Luz Long se li apropà i li aconsellà que calculés el salt des de diversos centímetres abans de la taula de batuda, evitant així realitzar un tercer nul. Owens, fent-li cas, no arriscà tant com en els seus dos primers intents i es classificà per la final sense problemes. Aquest gest de Long li valgué ser guardonat a títol póstum amb la Medalla Pierre de Coubertin al mèrit esportiu.
En la final de l'endemà, Long feu una marca personal de 7,87 m, essent superat per Jesse Owens amb 8,06 m, cosa que batia el rècord olímpic i s'emportava la medalla d'or de la prova. Lutz Long, desafiant de nou al régim nazi, fou el primer a felicitar el nou campió i posà junt a ell pels fotògrafs. El podi fou completat pel japonés Naoto Tajima.
Finalitzats els Jocs, Long seguí competint, essent novament Medalla de Bronze, amb una marca de 7,56 m, al Campionat d'Europa d'atletisme de París 1938.
Després de la retirada, Long treballà com a advocat, fins que a l'esclat de la Segona Guerra Mundial fou cridat a files com un dels soldats de la Divisió herr Goering de l'exèrcit nazi divisió d'elit. Fou ferit a Sicília, on morí el 13 de juliol de 1943.